# Durrenbach
Durrenbach est une commune française située dans la circonscription administrative du Bas-Rhin et, depuis le 1er janvier 2021, dans le territoire de la Collectivité européenne d'Alsace, en région Grand Est.
Cette commune se trouve dans la région historique et culturelle d'Alsace.

## Géographie

### Localisation
Durrenbach est située à 1 km de Walbourg, 11 km de Haguenau, à 5,5 km de Wœrth, 10 km Reichshoffen, 13 km de Soultz-sous-Forêts et à environ 44 km au nord de Strasbourg.
Le territoire de la commune est limitrophe de ceux de cinq communes :
|                     | Gunstett   |            |
| Morsbronn-les-Bains | Durrenbach | Biblisheim |
| Hegeney             | Walbourg   |            |

### Géologie et relief
La commune se compose de 78,31 hectares de territoires artificialisés (14,69 %) et 454,53 hectares de territoires agricoles (85,28 %).
Le territoire communal de Durrenbach s’étend sur les vallonnements de l’extrémité orientale des collines sous-vosgiennes.
Le secteur s’inscrit dans le contexte géologique général du Fossé rhénan, marqué par une succession d’épisodes tectoniques qui ont affecté le socle et sa couverture sédimentaire secondaire.

### Hydrographie et les eaux souterraines
Hydrogéologie et climatologie :
Territoire communal : Occupation du sol (Corinne Land Cover); Cours d'eau (BD Carthage),
Géologie : Carte géologique; Coupes géologiques et techniques,
Hydrogéologie : Masses d'eau souterraine; BD Lisa; Cartes piézométriques.

#### Hydrographie
Cours d'eau sur la commune, ou à son aval :
- La Sauer[7],[8],
- Ruisseau le Halbmuhlbach[9], et canal de Halbmuhlbach (1833-1835)[10],
- Ruisseau le Holzmatt,
- Étang de l'Obermatt[11].

Eaux souterraines :
- Masses d'eau souterraines[13].
- Entité hydrogéologique : alluvions vosgiennes récentes de la Moder et de la Sauer en Plaine d'Alsace[14].
- La commune bénéficie de la station d'épuration de Gunstett d'une capacité de 15 000 équivalent-habitants[15].

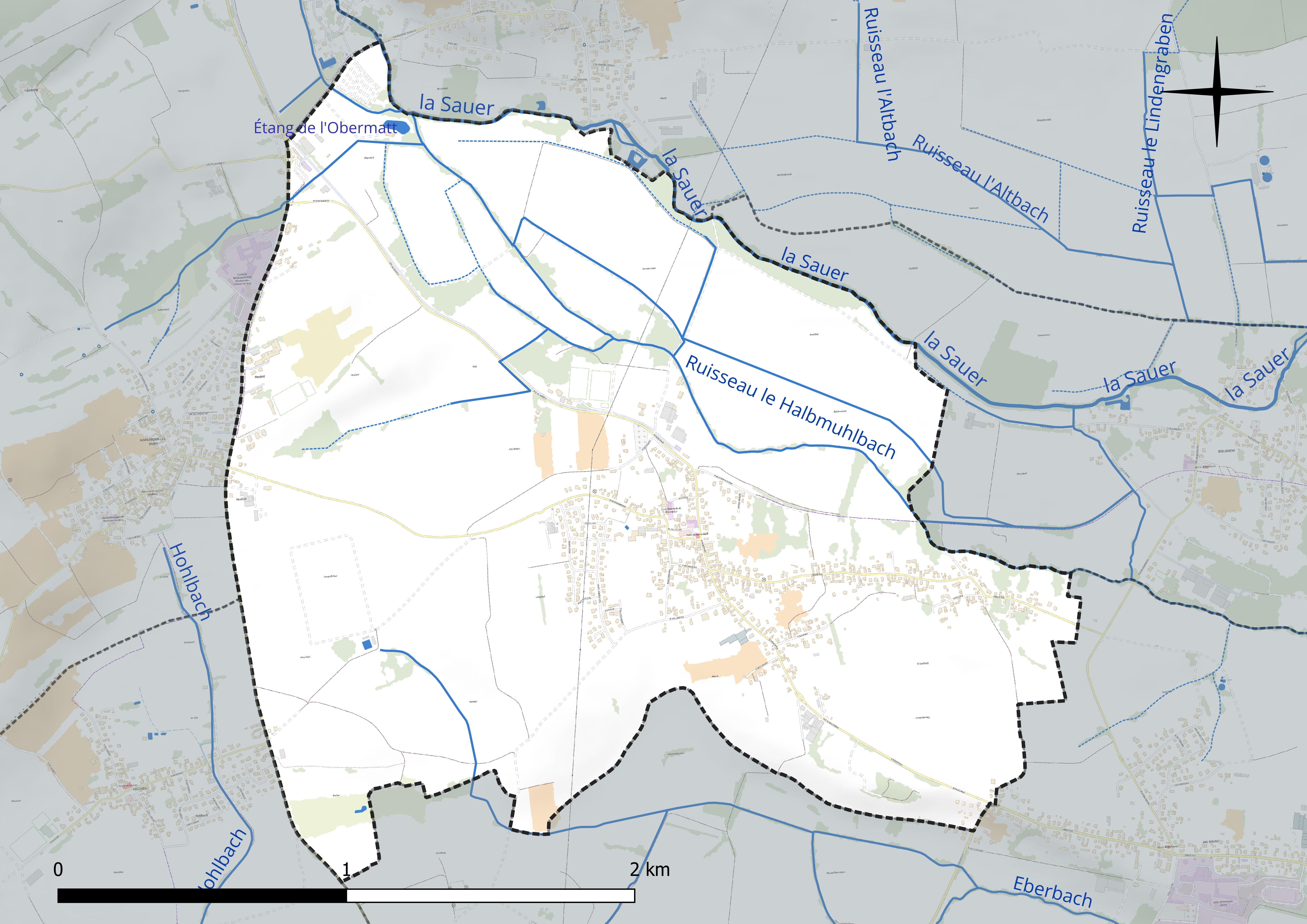
Réseau hydrographique de Durrenbach.

### Climat
Pour des articles plus généraux, voir Climat du Grand Est et Climat du Bas-Rhin.
En 2010, le climat de la commune est de type climat des marges montargnardes, selon une étude du Centre national de la recherche scientifique s'appuyant sur une série de données couvrant la période 1971-2000. En 2020, Météo-France publie une typologie des climats de la France métropolitaine dans laquelle la commune est exposée à un climat semi-continental et est dans une zone de transition entre les régions climatiques « Vosges » et « Alsace ». 
Pour la période 1971-2000, la température annuelle moyenne est de 10,6 °C, avec une amplitude thermique annuelle de 17,8 °C. Le cumul annuel moyen de précipitations est de 785 mm, avec 10,4 jours de précipitations en janvier et 10,2 jours en juillet. Pour la période 1991-2020, la température moyenne annuelle observée sur la station météorologique de Météo-France la plus proche, « Preuschdorf », sur la commune de Preuschdorf à 6 km à vol d'oiseau, est de 11,3 °C et le cumul annuel moyen de précipitations est de 834,2 mm. 
La température maximale relevée sur cette station est de 39,8 °C, atteinte le 4 juillet 2015 ; la température minimale est de −19,9 °C, atteinte le 8 janvier 1985,,. 
Les paramètres climatiques de la commune ont été estimés pour le milieu du siècle (2041-2070) selon différents scénarios d'émission de gaz à effet de serre à partir des nouvelles projections climatiques de référence DRIAS-2020. Ils sont consultables sur un site dédié publié par Météo-France en novembre 2022.

## Urbanisme

### Typologie
Au 1er janvier 2024, Durrenbach est catégorisée bourg rural, selon la nouvelle grille communale de densité à sept niveaux définie par l'Insee en 2022.
Elle est située hors unité urbaine. Par ailleurs la commune fait partie de l'aire d'attraction de Haguenau, dont elle est une commune de la couronne,. Cette aire, qui regroupe 34 communes, est catégorisée dans les aires de 50 000 à moins de 200 000 habitants,.

### Occupation des sols
L'occupation des sols de la commune, telle qu'elle ressort de la base de données européenne d’occupation biophysique des sols Corine Land Cover (CLC), est marquée par l'importance des territoires agricoles (85,2 % en 2018), une proportion sensiblement équivalente à celle de 1990 (85,9 %). La répartition détaillée en 2018 est la suivante : 
terres arables (68,6 %), zones urbanisées (14,8 %), zones agricoles hétérogènes (10,9 %), prairies (5,6 %). L'évolution de l’occupation des sols de la commune et de ses infrastructures peut être observée sur les différentes représentations cartographiques du territoire : la carte de Cassini (XVIIIe siècle), la carte d'état-major (1820-1866) et les cartes ou photos aériennes de l'IGN pour la période actuelle (1950 à aujourd'hui).

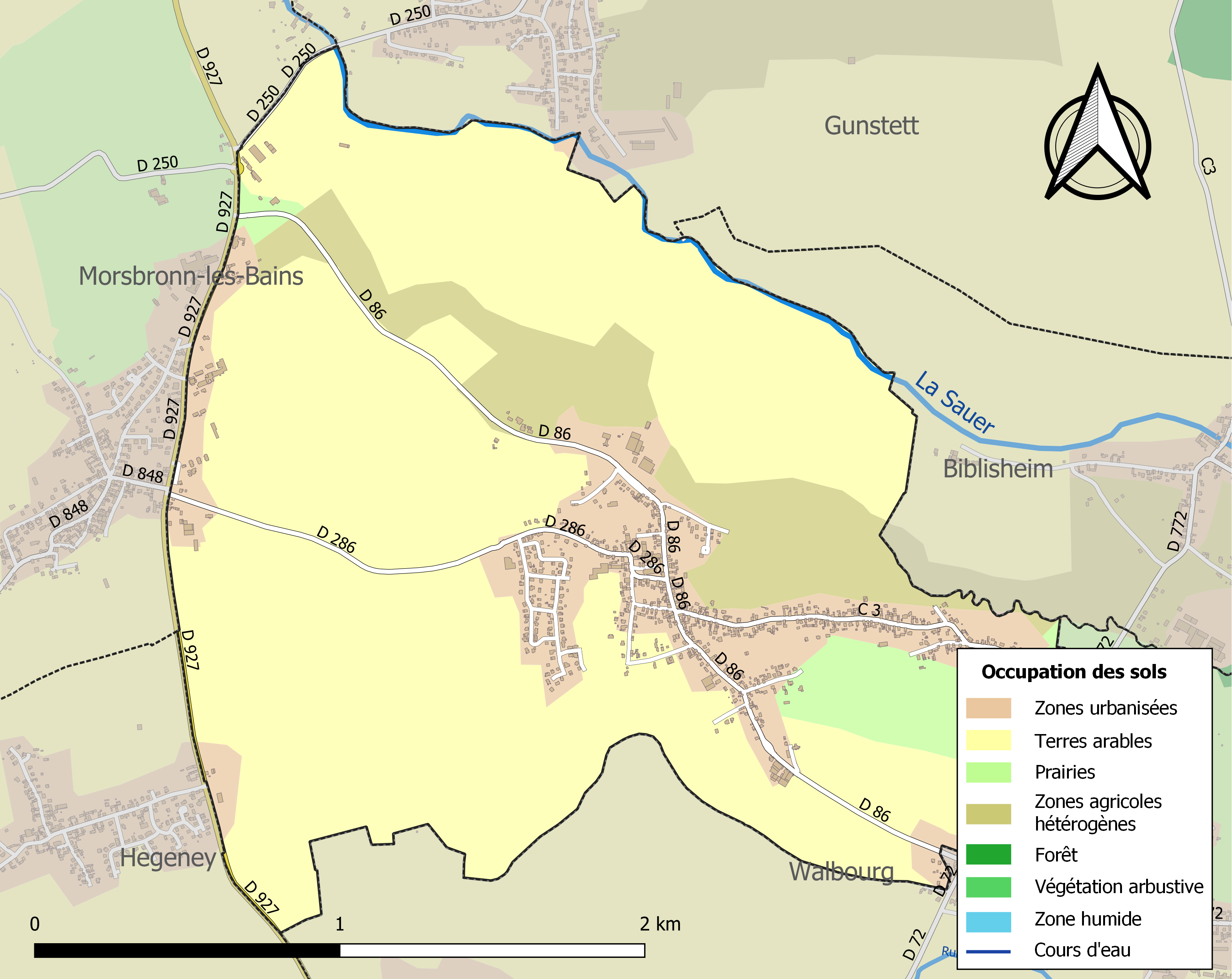
Carte des infrastructures et de l'occupation des sols de la commune en 2018 (CLC).

### Voies de communications et transports

#### Voies routières

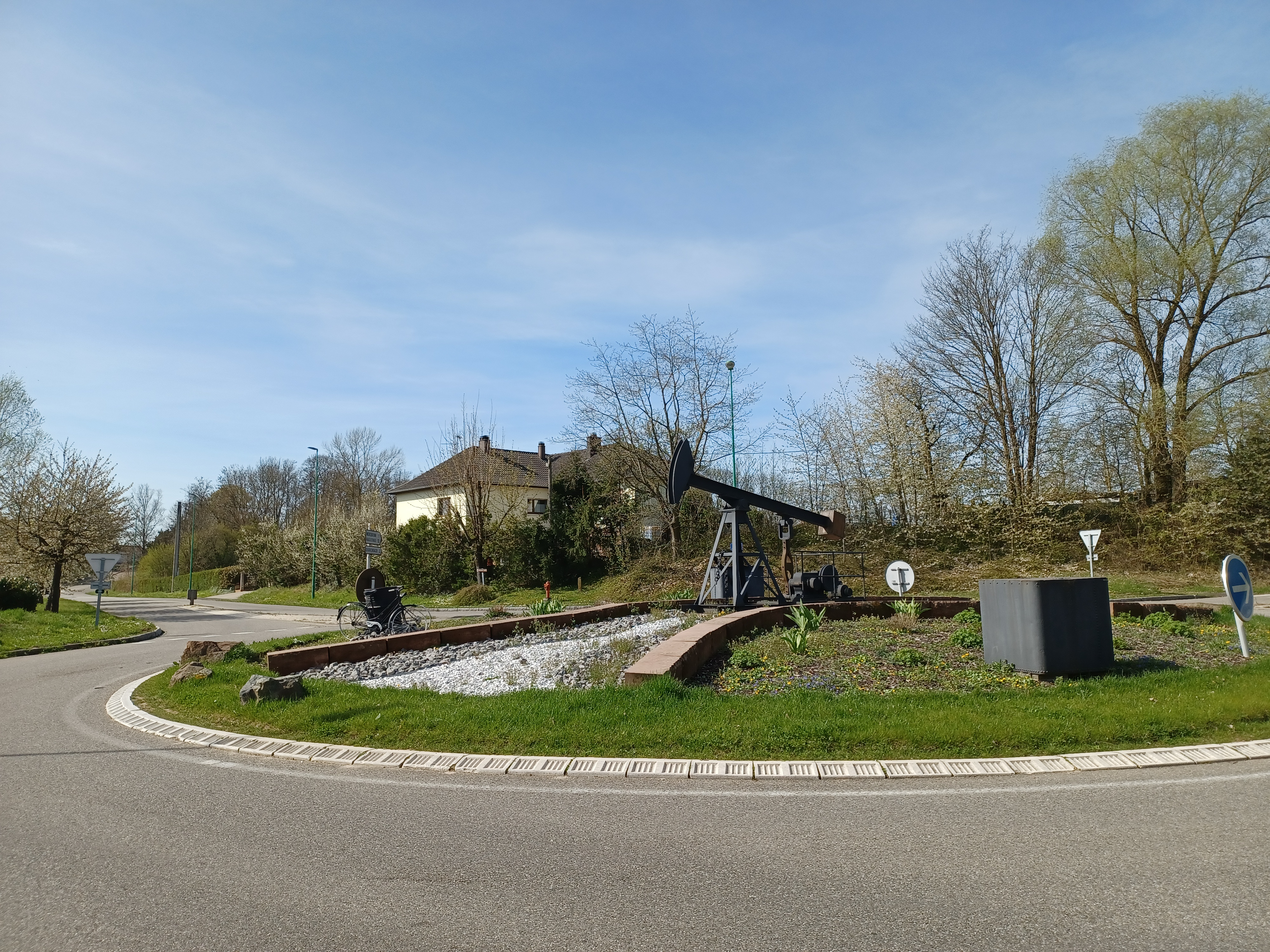
Rond point de Durrenbach - Morsbronn-les-Bains.

- Durrenbach se situe à quelques kilomètres d’un axe départemental structurant du Nord du Bas-Rhin : la RD 263 reliant Haguenau à Wissembourg[28].
- Voie verte de 13 km.

#### Transports en commun

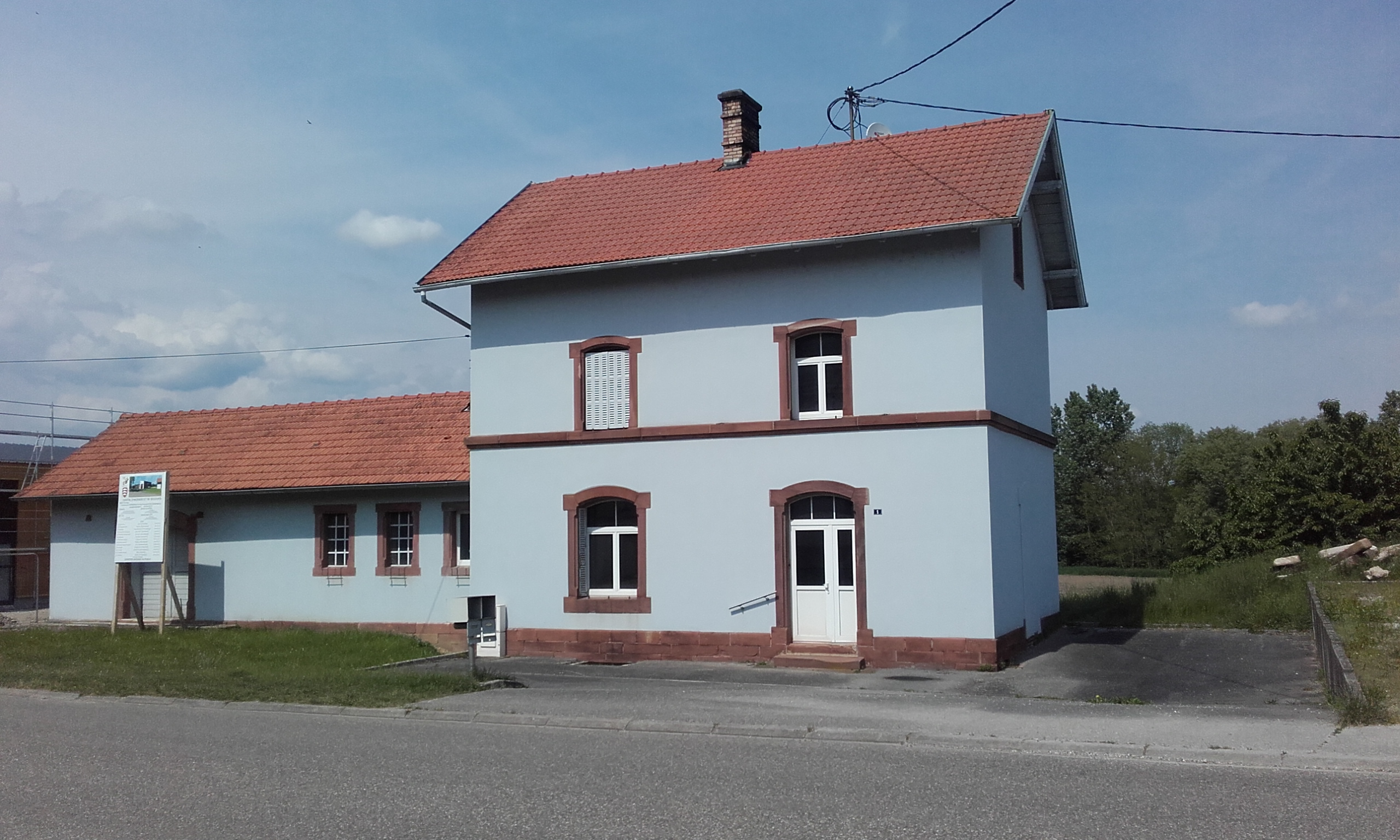
Ancienne gare de Durrenbach.

En 1992, les rails de l’ancienne ligne de chemin de fer ont été supprimés, la gare vendue et l’infrastructure de la voie transformée en piste cyclable (Voie verte de la vallée de la Sauer de Durrenbach à Lembach aménagée sur l'ancienne voie ferrée Walbourg - Lembach).
Les gares ferroviaires les plus proches sont celles de Walbourg à environ 2,5 km, de Reichshoffen à 10 km et de Haguenau à 11 km.

#### Transports aériens
L'aéroport le plus proche est l'aéroport de Strasbourg-Entzheim, à 48 km.

### Risques naturels et technologiques
La commune est située dans une zone de sismicité modérée,.

## Toponymie
Le village est cité pour la première fois en 1106 sous la forme Grewenbach dans un document signé par l’empereur Henri V du Saint-Empire qui a accordé de nombreux privilèges à l'abbaye Sainte-Walburge.
Le second élément -bach représente le vieux haut allemand bah, bach « ruisseau », terme issu du germanique commun *bakiz.

## Histoire
Durrenbach a été citée pour la première fois sous le nom de « Grewenbach » en 1106 dans un document signé par l’Empereur germanique Henri V,.
En 1119, Walbourg reçut la commune de Durrenbach et le hameau de Hinterfeld comme biens propres et plus tard les villages de Biblisheim et Laubach.
La découverte, en 1891, de la nappe de pétrole de Pechelbronn a assuré le développement économique de la commune et de l'ensemble de la vallée jusqu'en 1970.
Durrenbach, dépendant initialement de l'arrondissement de Wissembourg, est passée à l'arrondissement de Haguenau-Wissembourg à compter du 1er janvier 2015.
La communauté de communes Sauer-Pechelbronn est installée sur la commune de Durrenbach, dans la « Maison des services et des associations ».

## Politique et administration

### Découpage territorial
Le 1er janvier 2015, la commune est passée de l'arrondissement de Wissembourg à l'arrondissement de Haguenau-Wissembourg.

#### Commune et intercommunalités
Commune membre de la communauté de communes Sauer-Pechelbronn.

### Élections municipales et communautaires

#### Liste des maires
| Période                                  | Période        | Identité                                    | Étiquette | Qualité |
| ---------------------------------------- | -------------- | ------------------------------------------- | --------- | --- |
| Les données manquantes sont à compléter. |                |                                             |           | |
| 1925                                     | 1935           | Joseph Willinger                            |           | |
| 1935                                     | 1945           | Charles Kempf                               |           | |
| 1945                                     | 1947           | Charles Kuhn                                |           | |
| 1947                                     | 1977           | Joseph Willinger                            |           | |
| 1977                                     | 1995           | Albert Zeigin                               |           | |
| 1995                                     | 30 mars 2014   | Charles Meyer-Kuhn                          |           | |
| 30 mars 2014                             | 3 octobre 2023 | Damien Weiss Réélu pour le mandat 2020-2026 |           | Responsable éducatif territorial 1er vice-président de la CC Sauer-Pechelbronn (2020 → 2023) Décédé en fonction |
| 10 décembre 2023                         | En cours       | Dominique Siedel                            |           | Ingénieur et cadre technique d'entreprise,                                                                      |

### Budget et fiscalité 2022

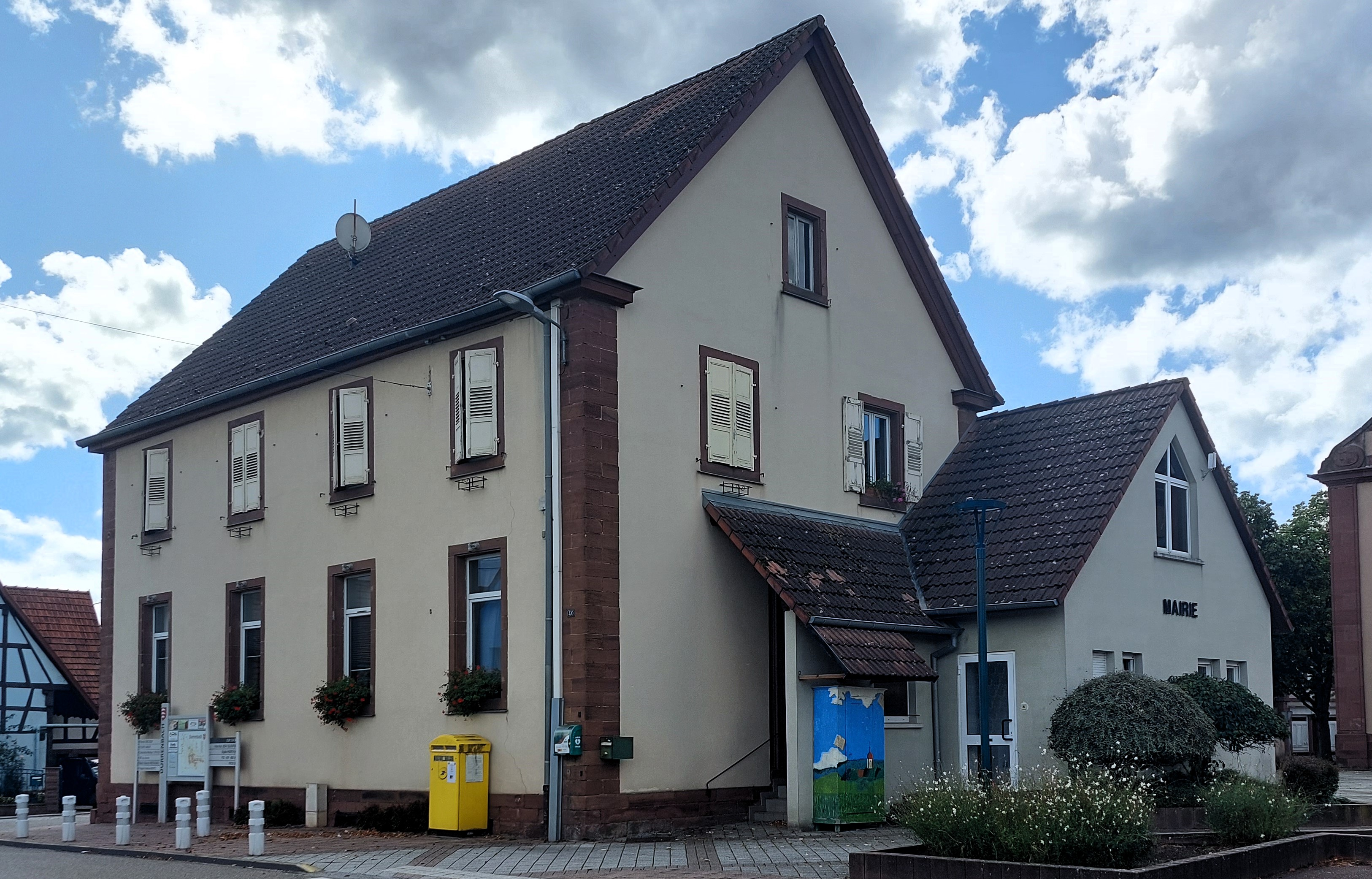
Mairie.

En 2022, le budget de la commune était constitué ainsi :
- total des produits de fonctionnement : 6 454 000 €, soit 587 € par habitant ;
- total des charges de fonctionnement : 575 000 €, soit 524 € par habitant ;
- total des ressources d'investissement : 446 000 €, soit 407 € par habitant ;
- total des emplois d'investissement : 697 000 €, soit 635 € par habitant ;
- endettement : 134 000 €, soit 122 € par habitant.

Avec les taux de fiscalité suivants :
- taxe d'habitation : 13,76 % ;
- taxe foncière sur les propriétés bâties : 28,73 % ;
- taxe foncière sur les propriétés non bâties : 58,55 % ;
- taxe additionnelle à la taxe foncière sur les propriétés non bâties : 0,00 % ;
- cotisation foncière des entreprises : 0,00 %.

Chiffres clés Revenus et pauvreté des ménages en 2020 : médiane en 2020 du revenu disponible, par unité de consommation : 242 800 €.

### Les projets d'investissements et équipements réalisés
- Construction de la caserne pompiers, par le SDIS 67.
- En accord avec M. le curé Philippe jacquemin, les membres du conseil de fabrique, et du conseil municipal, et sur approbation de monseigneur l'archevêque de Strasbourg et arrêté préfectoral, la commune dispose du jardin du presbytère pour y construire le périscolaire intercommunal de 90 places.
- Les anciens bâtiments Péchelbronn ont été transformés en toilettes publiques aux normes d'accessibilité handicap et l'ancien local ballon abrite désormais le centre d'enlogement d'Alsace du nord de l'association Colombophile de Durrenbach[48].
- Réalisation d'un nouvel espace pour la pérennisation du petit commerce, et de locaux pour les associations au 21 rue Principale.
- Réalisation d'un diagnostic de structure de l'église et étude préalable à la réhabilitation du presbytère.

## Équipements et services publics

### Enseignement
Établissements d'enseignements :
- école de filles, école primaire[50] ;
- école maternelle et primaire ;

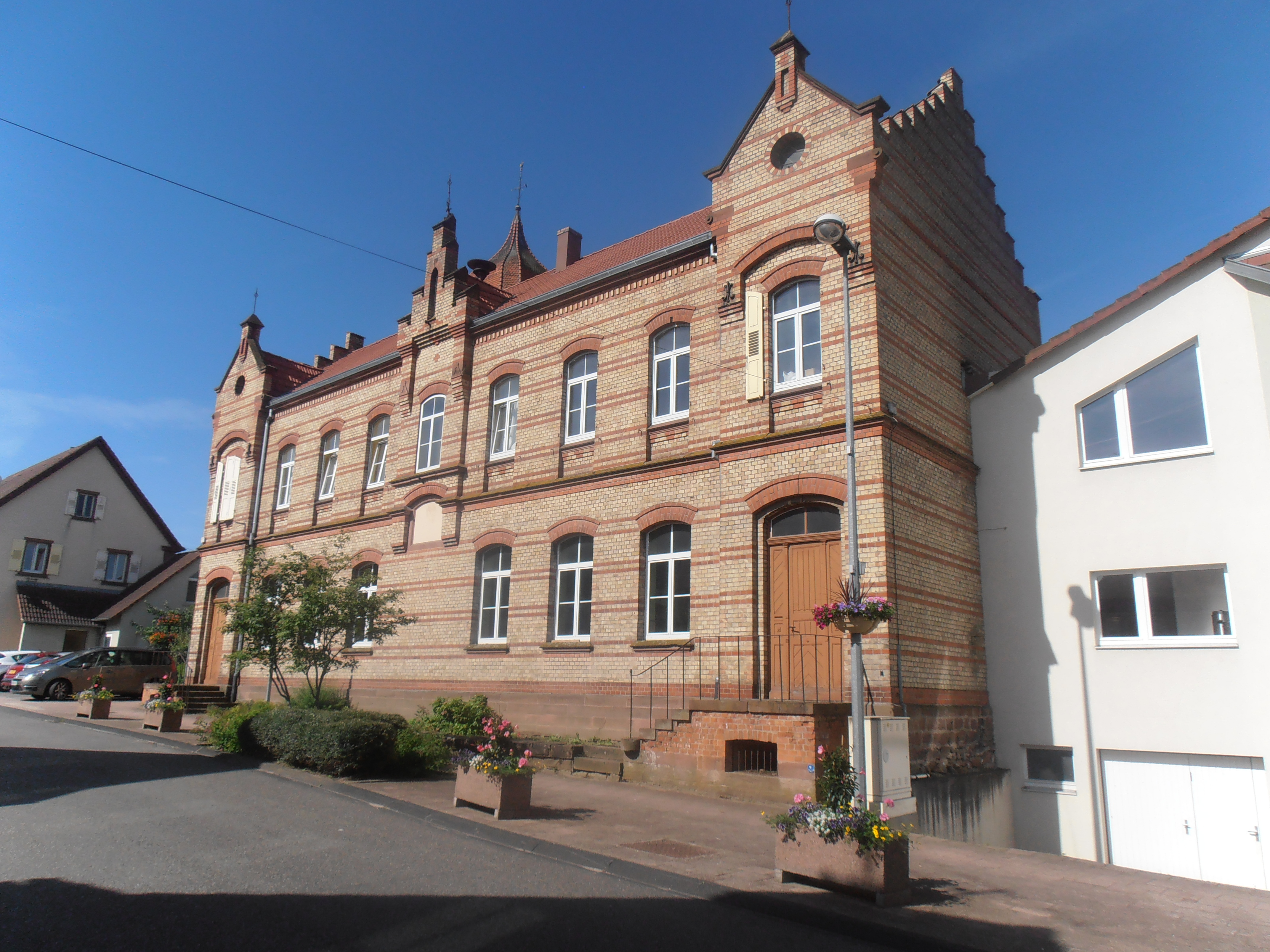
École primaire.

- collèges à Walbourg, Wœrth, Mertzwiller ;
- lycées à Walbourg, Haguenau.

### Santé
Professionnels et éblissements de santé : 
- médecins à Wœrth, Reichshoffen, Lampertsloch, Haguenau[51] ;
- pharmacie ;
- hôpital Stanislas de Wissembourg[52] ;
- hôpital civil de Haguenau ;
- hôpitaux universitaires de Strasbourg.

## Population et société

### Démographie

#### Évolution démographique
L'évolution du nombre d'habitants est connue à travers les recensements de la population effectués dans la commune depuis 1793. Pour les communes de moins de 10 000 habitants, une enquête de recensement portant sur toute la population est réalisée tous les cinq ans, les populations de référence des années intermédiaires étant quant à elles estimées par interpolation ou extrapolation. Pour la commune, le premier recensement exhaustif entrant dans le cadre du nouveau dispositif a été réalisé en 2008.

En 2022, la commune comptait 1 103 habitants, en évolution de +2,22 % par rapport à 2016 (Bas-Rhin : +3,17 %, France hors Mayotte : +2,11 %).
| 1793 | 1800 | 1806 | 1821  | 1831  | 1836  | 1841  | 1846  | 1851  |
| ---- | ---- | ---- | ----- | ----- | ----- | ----- | ----- | ----- |
| 740  | 753  | 908  | 1 038 | 1 153 | 1 200 | 1 112 | 1 188 | 1 118 |

| 1856  | 1861 | 1866  | 1871 | 1875 | 1880 | 1885 | 1890 | 1895 |
| ----- | ---- | ----- | ---- | ---- | ---- | ---- | ---- | ---- |
| 1 006 | 990  | 1 024 | 973  | 869  | 872  | 824  | 786  | 882  |

| 1900 | 1905 | 1910 | 1921 | 1926 | 1931 | 1936 | 1946 | 1954 |
| ---- | ---- | ---- | ---- | ---- | ---- | ---- | ---- | ---- |
| 800  | 802  | 812  | 843  | 828  | 828  | 842  | 812  | 797  |

| 1962 | 1968 | 1975 | 1982 | 1990 | 1999  | 2006  | 2008  | 2013  |
| ---- | ---- | ---- | ---- | ---- | ----- | ----- | ----- | ----- |
| 825  | 836  | 842  | 887  | 941  | 1 001 | 1 051 | 1 065 | 1 082 |

| 2018  | 2022  | - | - | - | - | - | - | - |
| ----- | ----- | - | - | - | - | - | - | - |
| 1 078 | 1 103 | - | - | - | - | - | - | - |

### Manifestations culturelles et festivités
- Nuit européenne de la chauve-souris[57],[58].

### Vie associative
- Relais de l'Amitié à Durrenbach[59].
- L’Union musicale Saint Barthélémy[60] qui a vu le jour en 1924.

### Cultes
- Culte catholique, Saint Barhélémy, diocèse de Strasbourg[61],[62].

## Économie

### Entreprises et commerces

#### Agriculture
- Durrenbach est un village ancien marqué par son passé agricole, puis industriel.
- Le magasin de la ferme[63].

#### Tourisme

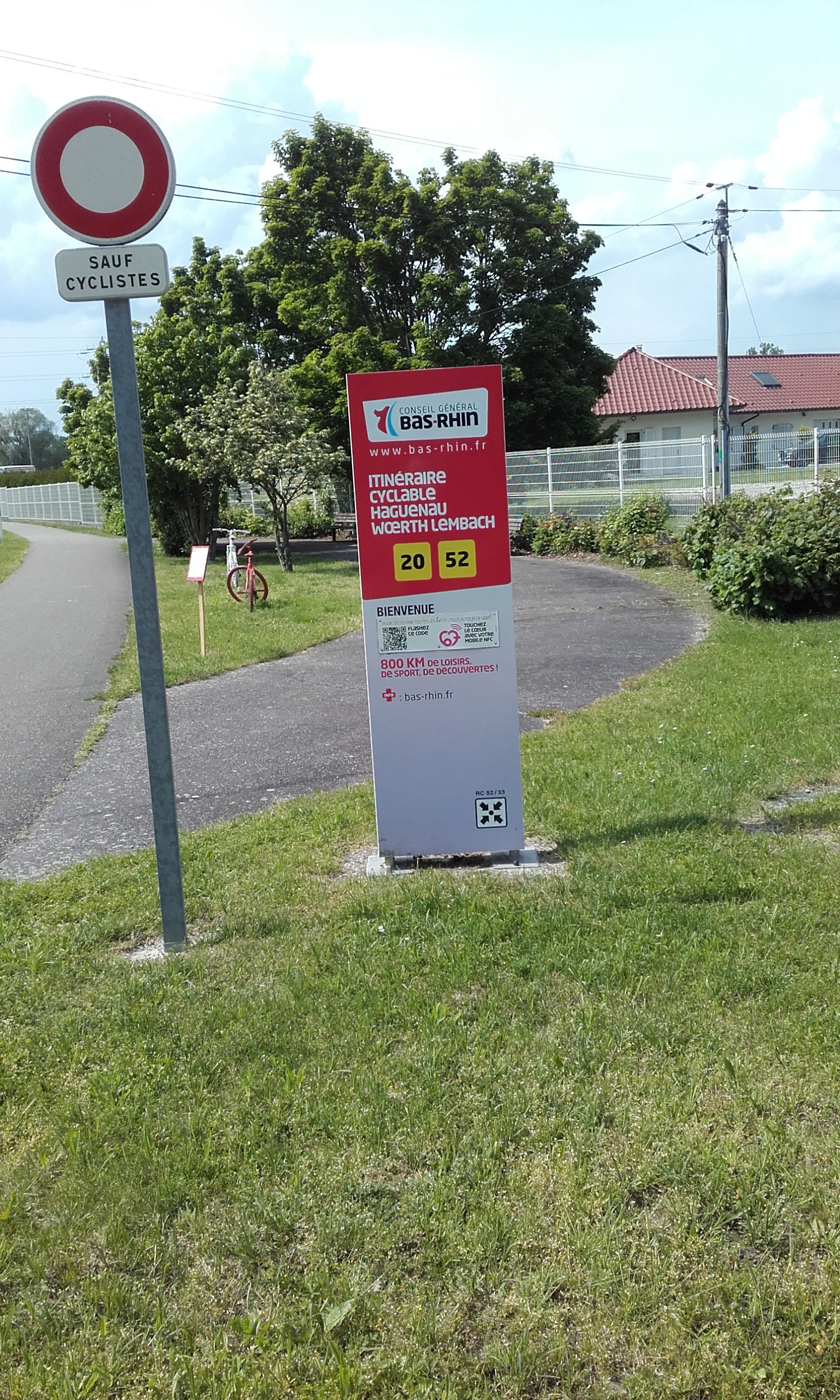
Voie verte.

- Voie verte de la vallée de la Sauer de Durrenbach à Lembach, aménagée sur l'ancienne voie ferrée Walbourg - Lembach[64] qui a été déclassée.
- Le Club Vosgien est le principal organisme qui entretient les pistes balisées et gère les sentiers sur l’ensemble du ban communal.
- Hébergements et restauration.

#### Commerces et services
- Production de pétrole à Péchelbronn, Biblisheim et Dürrenbach. Dès 1897, toutes les sociétés fondées en Basse-Alsace depuis douze ans avaient disparu, à l’exception d’une petite société strasbourgeoise, qui exploitait le gisement de Dürrenbach, et d’une société hollandaise, concessionnaire des gisements de Biblisheim et d’Oberstritten[65].

En 1895 naît à Durrenbach la « Gewerkschaft Gute Hoffnung » (G.G.H.) ou en français la « société de sondage de Bonne Espérance » dont Vogt sera propriétaire.
- Commerces de proximité.
- Agence postale communale.
- Caserne du Service départemental d'incendie et de secours (SDIS).

## Culture locale et patrimoine

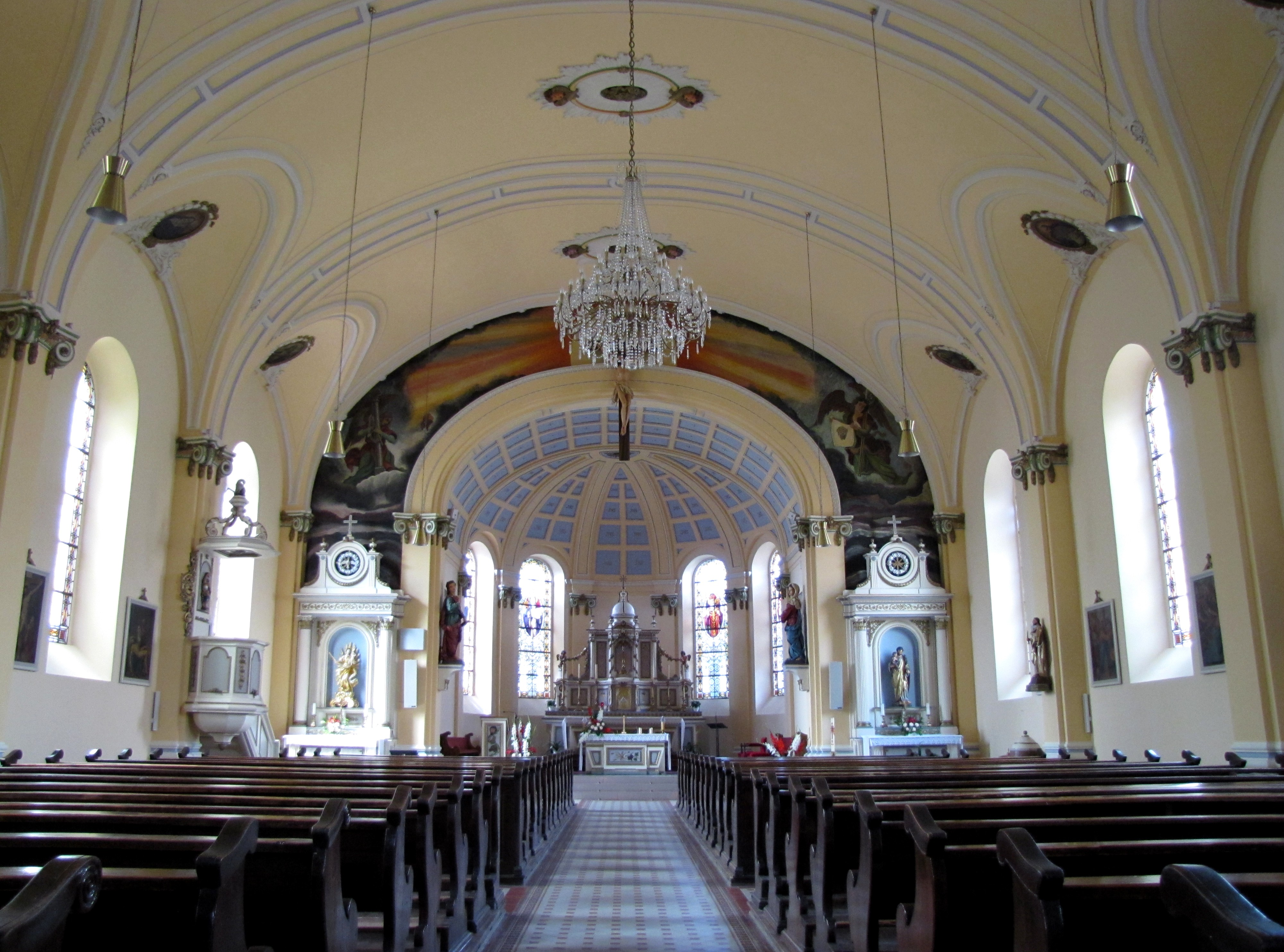
Vue intérieure de la nef vers le chœur.
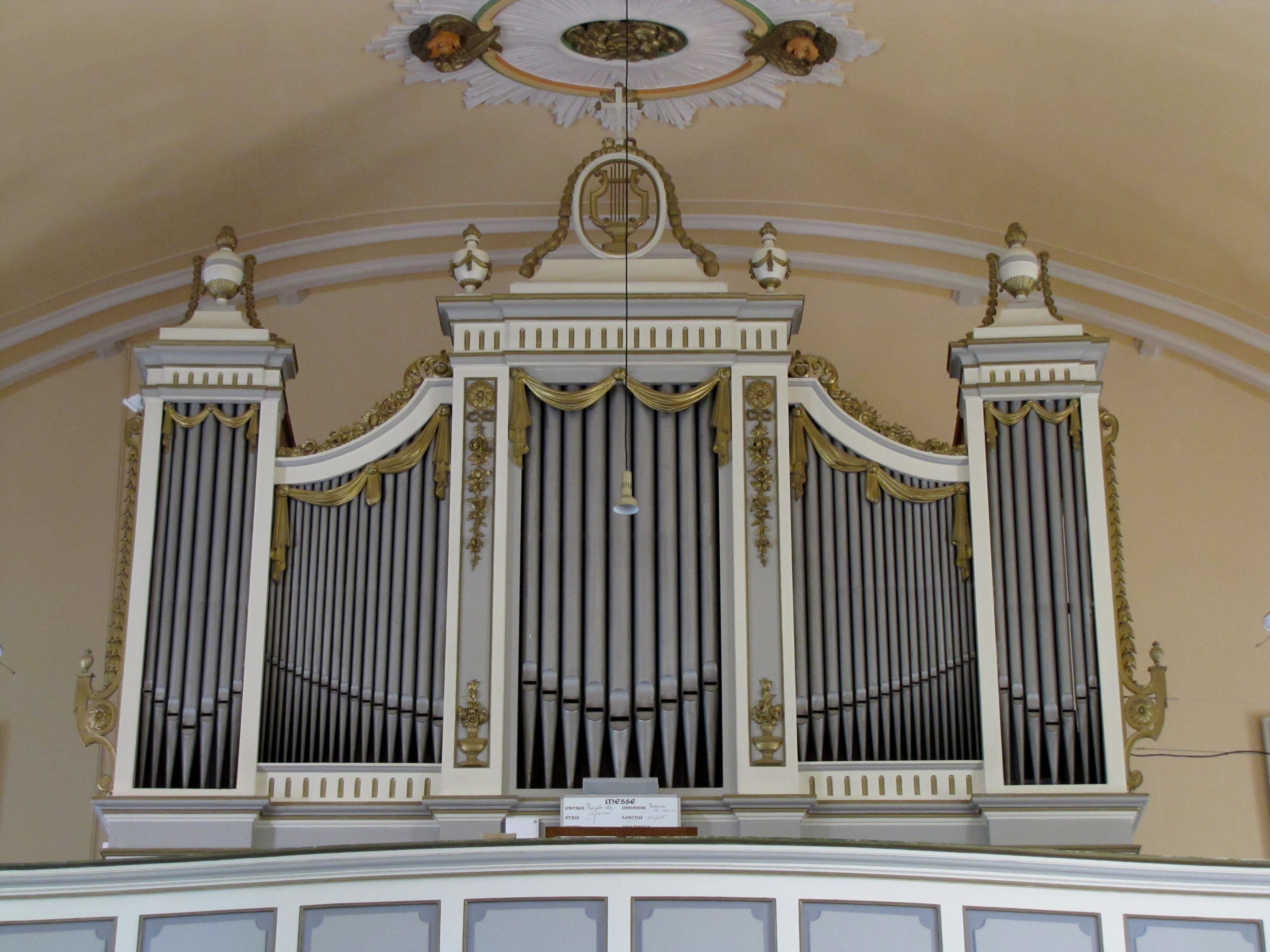
Orgue de la nouvelle église.
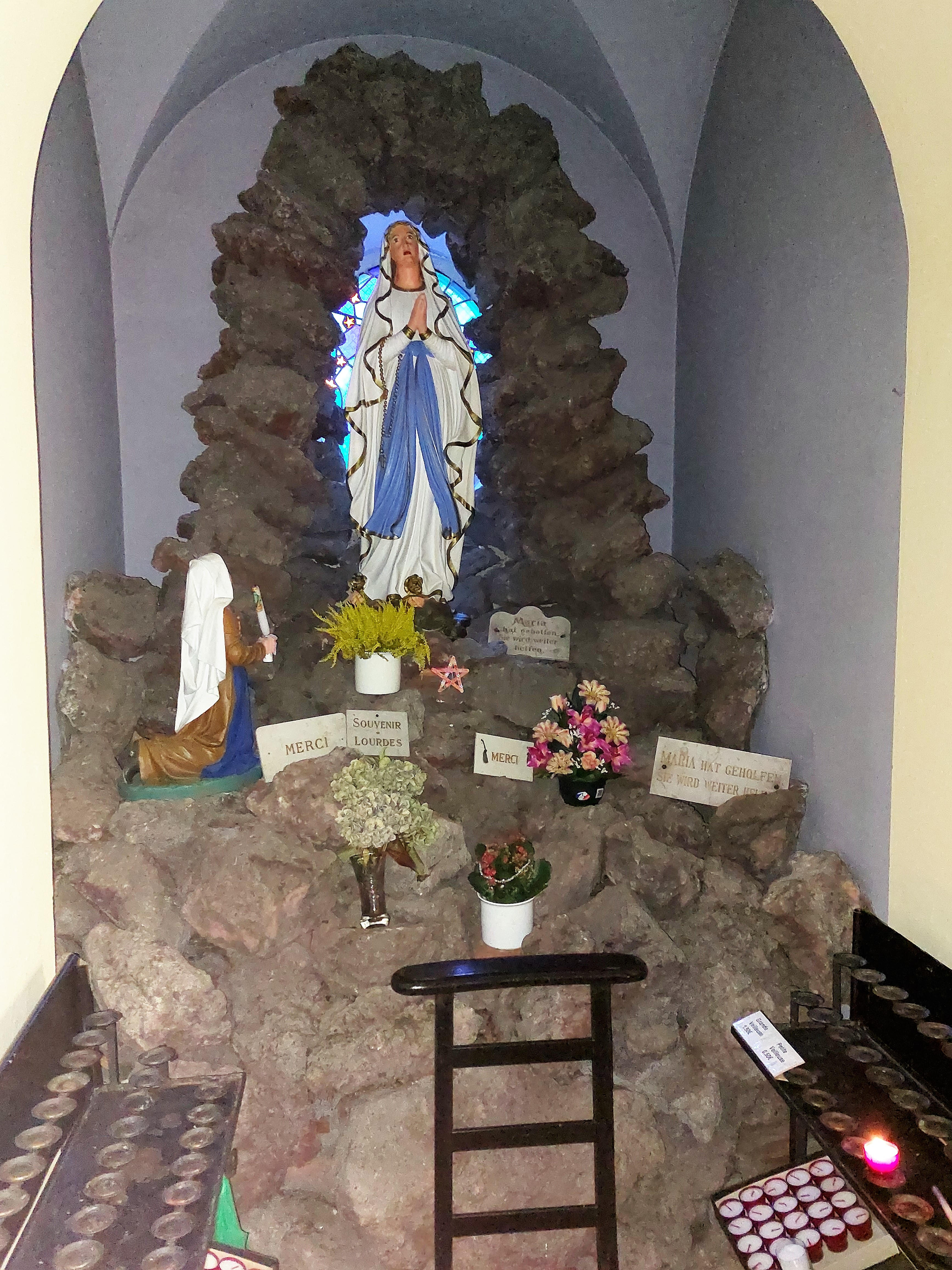
Grotte de Lourdes.
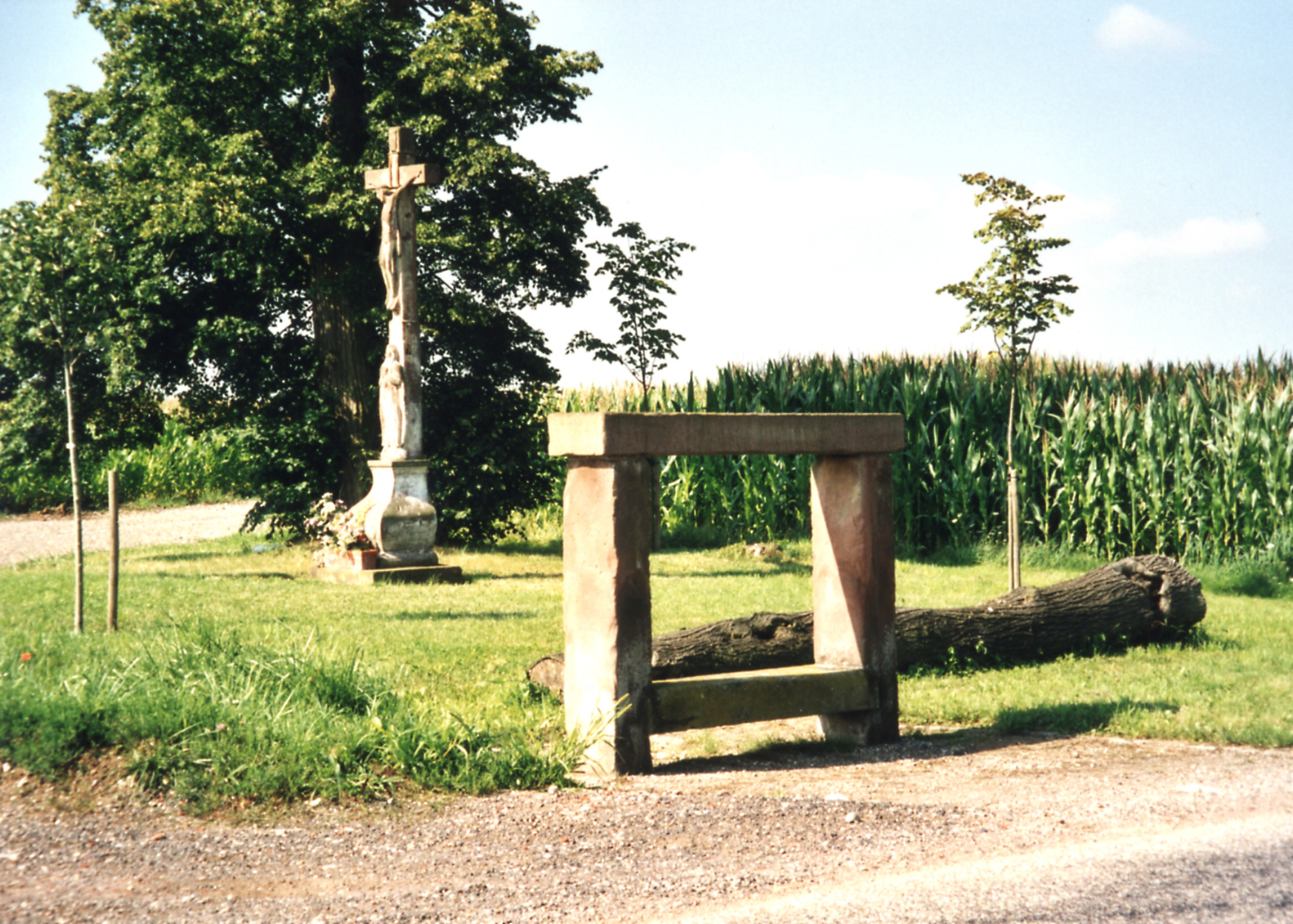
Banc-reposoir napoléonien.
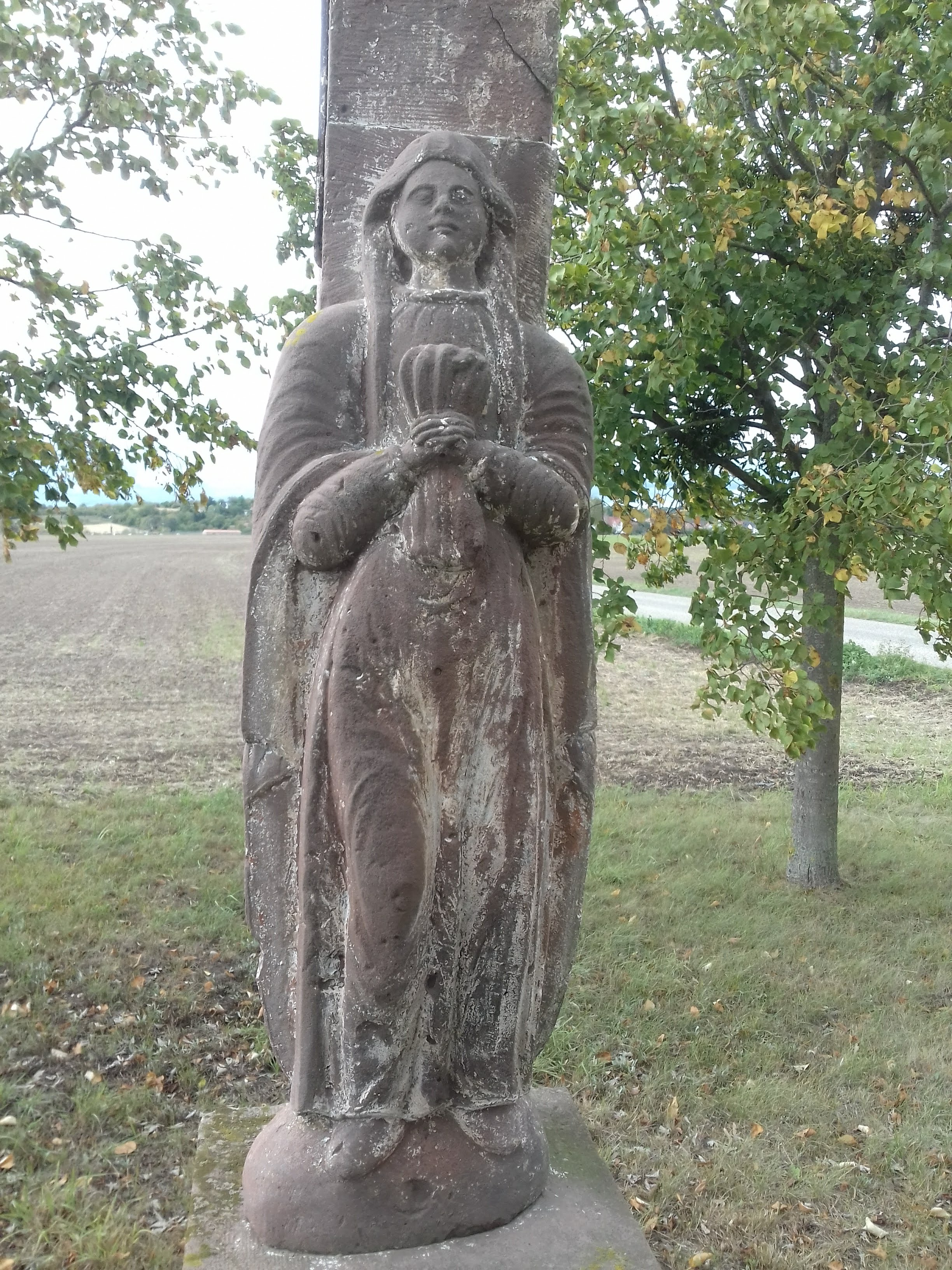
Calvaire D286.
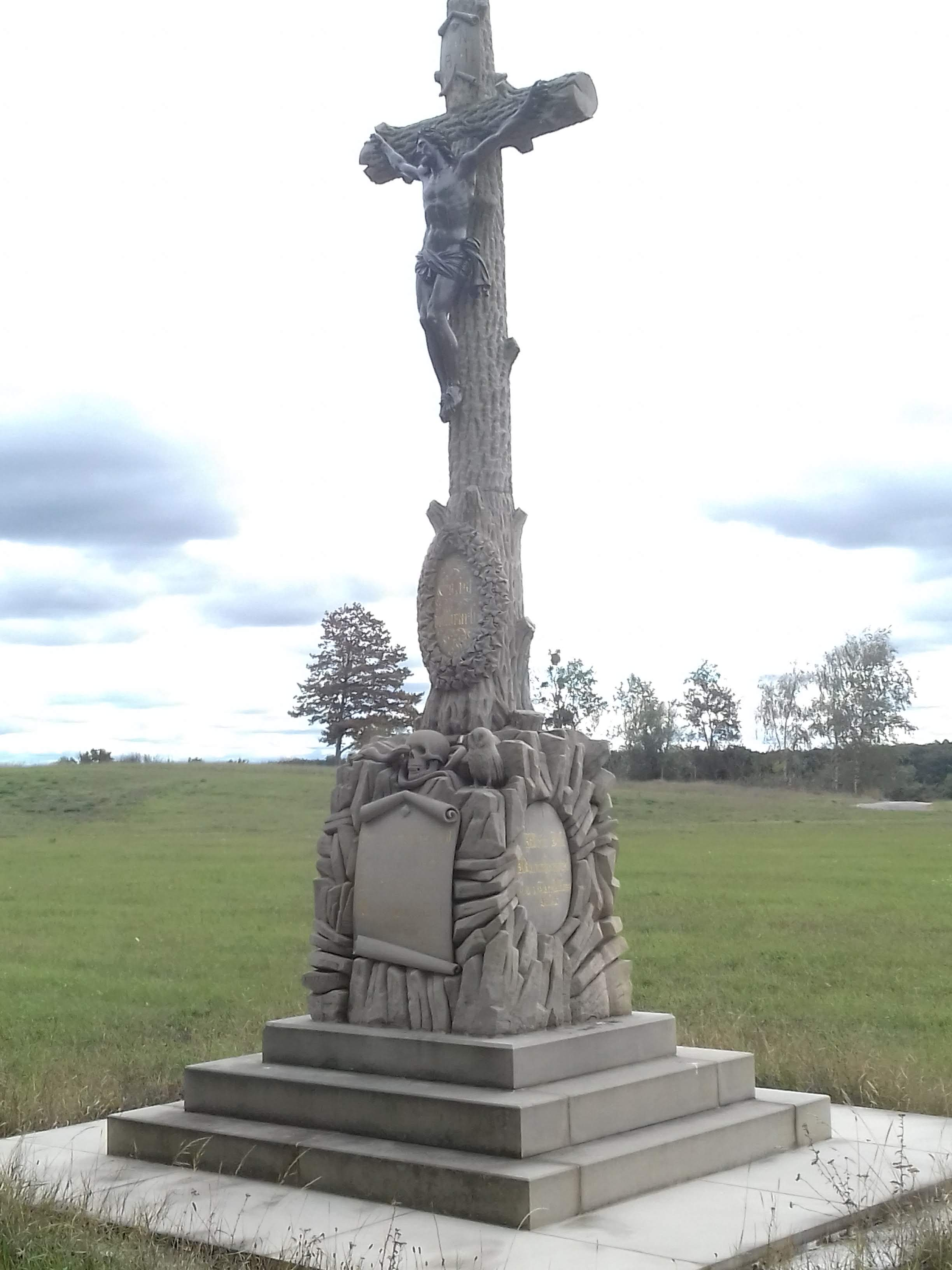
Calvaire D86.
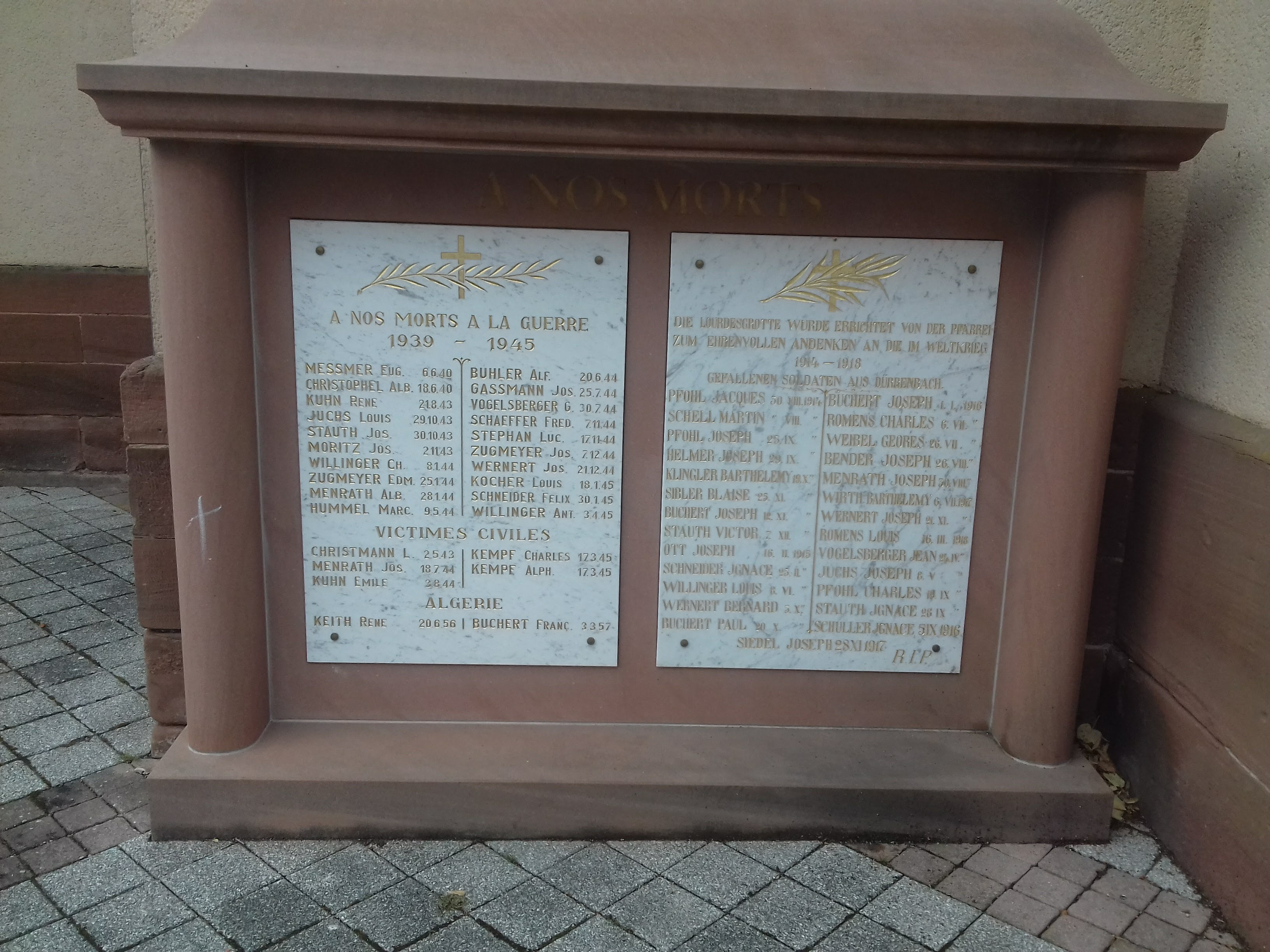
Monument aux morts.
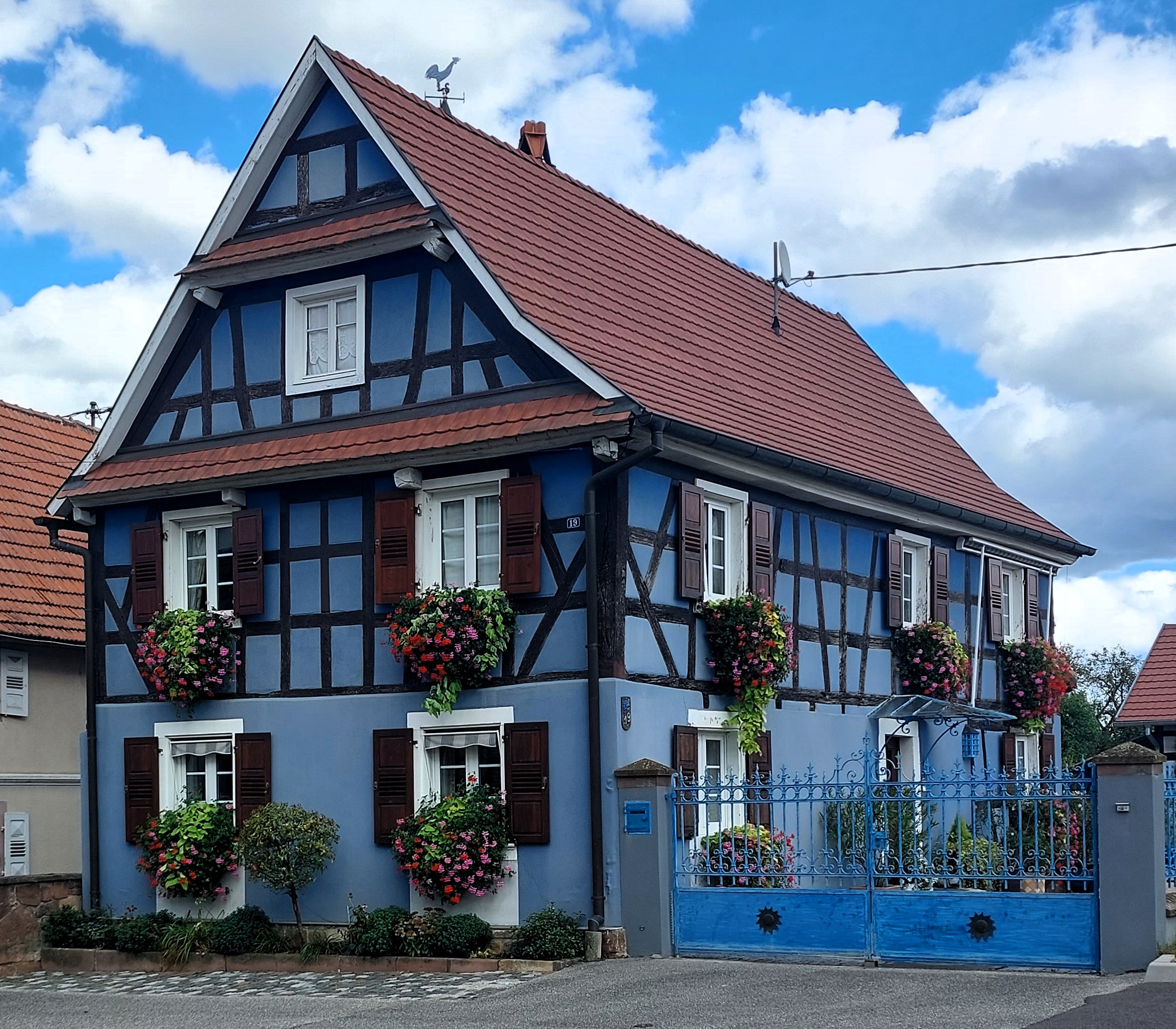
Maison à colombage.
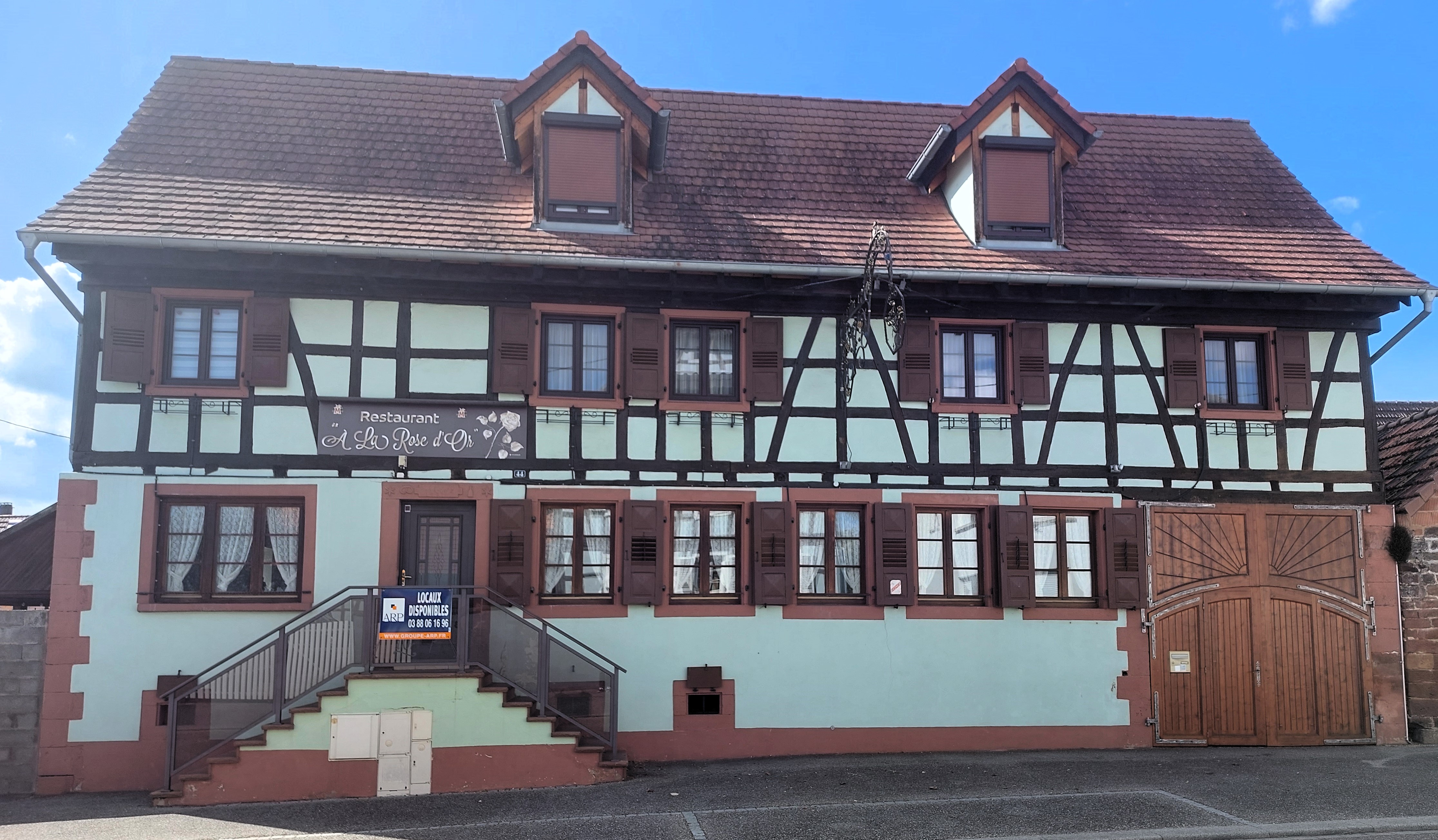
Restaurant À la rose d'or[67].

### Lieux et monuments
- La commune est concernée par quatre sites archéologiques, dont un seul est localisé précisément (le village disparu de Biberesdorf[68]).
- Banc-reposoir napoléonien.
- Musée du Pétrole à Merkwiller-Pechelbronn[69]. La raffinerie de Durrenbach[70] permettait de purifier le pétrole. Entre 1906 et 1911 le raffinage avait été confié à la Vereinigte Pechelbronner Oelbergwerke[71] qui réunit les raffineries de Pechelbronn, Soultz, Biblisheim et Durrenbach[72].

#### Patrimoine religieux
- Église néo-baroque Saint-Barthélemy[73],[74],[75].

La nouvelle église de Durrenbach, dont la consécration officielle eut lieu le 19 mai 1912, a été construite sous la direction des architectes Buchmann Anton, Haug et Gruenenwald, à partir de 1911.
Les trois nouvelles cloches de l’église furent, elles, bénies le 26 décembre 1911.
L'orgue de l'église : orgue neuf par Edmond Alexandre Roethinger (instrument actuel), transformé par la Manufacture d’orgues Muhleisen,.
Le patrimoine mobilier de l'église paroissiale Saint-Barthélemy :
* Ensemble de 2 confessionnaux.
* Chaire à prêcher.
* Fonts baptismaux.
* Statue : Vierge à l'Enfant.
* Statue : sainte.
* Calvaire.
* Calice.
* Croix monumentale.
* Ensemble de deux tableaux : saint Louis de Gonzague, saint François-Xavier.
- Presbytère[91].
- Croix de chemins[92],[93],[94],[95],[96],[97].
- Croix de cimetière.
- Crucifix.
- Nombreux calvaires[98].
- Grotte de Lourdes[99],[100].
- Monument aux morts[101].

### Personnalités liées à la commune
- Anton Raky, pionnier du forage profond et de la prospection géologique (minière et pétrolière).
- Joseph Vogt (1847-1921), pionnier du Bassin potassique[102], qui a fondé la société de sondage Gute Hoffnung (Bonne-Espérance) spécialisée dans la fabrication de tours de forage à grande profondeur mises au point par l'ingénieur allemand Anton Raky[103].
- Amélie Zurcher.

### Héraldique
| Blason de Durrenbach | Blason  | De gueules aux trois poissons d'argent l'un sur l'autre. |
| Blason de Durrenbach | Détails |                                                          |